# Battaglia di Hafrsfjord

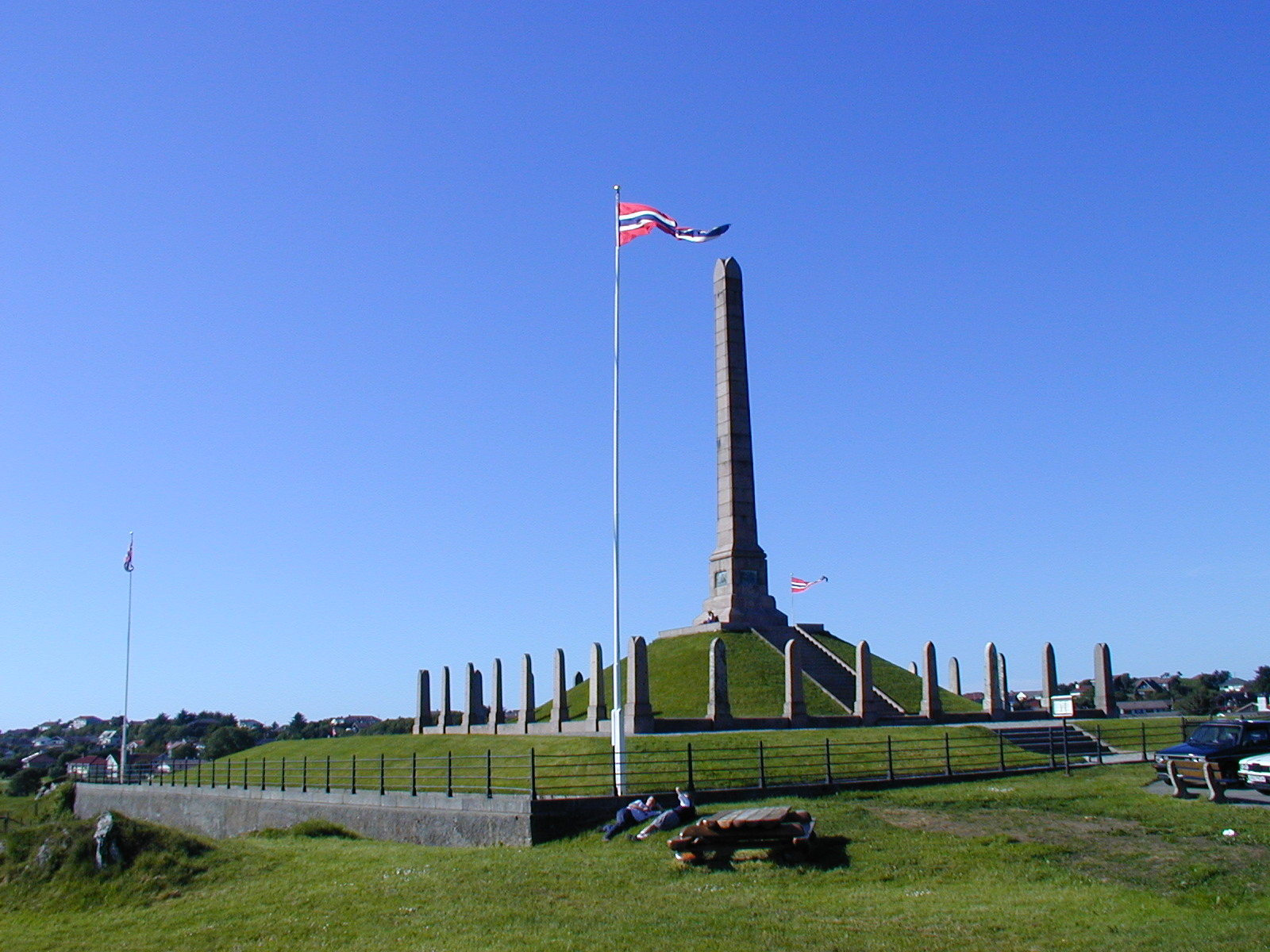
Haraldshaugen (Tumulo di Harald), monumento dedicato al millenario della fondazione del Regno di Norvegia presso Haugesund

La battaglia di Hafrsfjord viene solitamente considerata il conflitto che portò all'unificazione della Norvegia occidentale sotto un unico monarca e l'inizio del Regno di Norvegia.

## Antefatti
Harald I Bellachioma (Harfågra), figlio di Halfdan il Nero (Halfdanr Svarti), era riuscito grazie ad una lunga serie di campagne militari ad assoggettare buona parte dei regni minori di Norvegia nonché parte del Värmland nell'attuale Svezia. Tale impresa era stata possibile grazie alla sua sfrenata ambizione e competenza militare, alle divisioni interne di tali regni e, durante la sua giovinezza, dall'abilità politica dello zio Guthormr, che funse al contempo da reggente, comandante dell'esercito e capo della guardia personale del re e riuscì a conservare parte delle conquiste di Halfdan.
Attorno all'872, re Eiríkr di Hordaland, re Súlki di Rogaland, re Kjötvi di Agder e i fratelli Hróaldr e Haddr di Telemark stabilirono un'alleanza per contrastare l'espansionismo di Harald. I quattro regni occupavano la parte sud-occidentale della Norvegia, la più fertile, ed erano in grado di schierare una forza tale da rappresentare una seria minaccia per Harald. Secondo la Egils Saga insieme ai quattro regni vi erano anche forze provenienti dal Viken. Quando Harald venne a conoscenza della ribellione radunò subito un gran numero di uomini e salpando da Trondheim si diresse verso sud. Durante il viaggio rinforzò la sua flotta reclutando altre navi dagli jarl a lui fedeli lungo la costa occidentale della Norvegia. Re Eiríkr fu informato dell'arrivo della flotta nemica non appena quella oltrepassò la penisola di Stad. Si portò allora con la propria verso sud in modo da congiungersi con le forze alleate dell'Agder e del Telemark che sarebbero giunte da est.

## Battaglia
Le forze dei quattro regni si incontrarono a nord dello Jæren poi entrarono nello Hafrsfjord dove trovarono già schierata la flotta di Harald. La Egils saga afferma che la nave del re si trovasse nell'avanguardia e a bordo vi fossero Þórólfur Kveldulfsson e il suo fedele huskarl Þorgils l'Urlatore (Gjallandi), i fratelli Ölvir Hnúfa ed Eyvindur Lambi, Bárður il Bianco (Hvíti) insieme a dodici Úlfhéðnar, berserkr vestiti con pelli di lupo, che come da consuetudine occupavano il castello di prua detto rausn, considerato il posto più onorevole.
La battaglia ebbe subito inizio. Durante i combattimenti, all'incirca nel mezzo delle due flotte, la nave di Þórir Lungomento (Haklangr), famoso berserkr e figlio di Kjötvi, affiancò quella di re Harald; ne seguì una sanguinosa mischia sul ponte delle due navi. Þórir combatté valorosamente ma alla fine cadde ucciso dagli Úlfhéðnar e la sua nave fu catturata. Allora la nave di Harald affiancò quella di Önundur Ófeigsson e si rinnovò la mischia. In molti morirono in entrambe le parti: Önundur Ófeigsson perse una gamba ma fu salvato dai suoi uomini che lo portarono sulla nave di Þrándur Bjarnarson, Þórólfur Kveldulfsson fu ferito gravemente insieme a molti altri uomini del re mentre Bárður il Bianco ricevette una ferita mortale. Sulle altre navi lo scontro fu lungo e aspro finché caddero sia re Eiríkr di Hordaland che i fratelli Súlki e Sóti di Rogaland. Allora re Kjötvi il Ricco (inn Auðgi), essendo la sconfitta ormai certa, si rifugiò su una piccola isola ben difendibile insieme ad alcuni dei suoi uomini. I collegati rimanenti, tra cui vi erano Hróaldr il Triste (Hryggr) e Haddr il Duro (inn Harði) del Telemark, Þrándur Bjarnarson, Bálki e Hallvarður Súgandi si diedero alla fuga chi via nave, chi dirigendosi verso sud via terra nello Jæren. Dopo la battaglia re Harald ordinò che fossero fasciate le ferite dei soldati, li elogiò per il loro valore, elargì doni e conferì titoli. Ordinò poi che fossero effettuati i tradizionali riti funebri per i caduti. In autunno il re ritornò con la flotta a Trondheim.

## Conseguenze
La battaglia di Hafrsfjord fu una vittoria decisiva per Harald I e determinò la nascita del Regno di Norvegia cambiando la storia del paese. La sconfitta dei quattro regni di Hordaland, Rogaland, Agder e Telemark permise ad Harald di estendere il proprio dominio a tutta la Norvegia occidentale e a parte di quella meridionale. Secondo Snorri Sturluson al momento dello scontro Harald controllava anche gran parte della Norvegia sud-orientale mentre altre fonti affermano che la parte orientale fosse sotto al dominio del re danese. Nessun regno minore norvegese avrebbe più avuto forze sufficienti per insidiare il suo potere pertanto molti nobili si sottomisero volontariamente al nuovo re. D'altra parte non pochi norvegesi, motivati dall'avversione per l'avidità del nuovo monarca, desiderosi di maggiore libertà o costretti a fuggire in quanto nemici politici, decisero di abbandonare il paese colonizzando le Isole Shetland, le Isole Orcadi, le Isole Fær Øer, l'Islanda, le aree più disabitate della Norvegia o si trasferirono nelle regioni svedesi dello Hälsingland e dello Jämtland. Da quei luoghi, ogni estate, effettuarono scorrerie sulle coste norvegesi.
Nonostante molti studiosi tendano a considerare l'unificazione come un processo durato secoli, piuttosto che il risultato di un unico scontro, la battaglia di Hafrsfjord è ben presente nella cultura norvegese. È probabile che questa battaglia sia stato il più grande scontro militare mai avvenuto in Norvegia sino a quel periodo e lo rimase per molto tempo.

## Fonti
La sola fonte contemporanea a questo evento è l'Hrafnsmál, noto anche come Haraldskvæði, poema scaldico scritto da Þorbjörn Hornklofi (Torbjørn Hornklove) poco dopo la vittoria di re Harald I. L'opera è molto semplice, drammatica ed illustrativa.
Una delle fonti più conosciute della battaglia è la saga di Harald I (Haralds saga ins Hårfagra) contenuta nella Heimskringla, scritta da Snorri Sturluson oltre tre secoli dopo la battaglia. Snorri fornisce una descrizione vivida e piuttosto dettagliata del conflitto, nonostante gli storici continuino a discutere l'accuratezza della sua opera.
La battaglia occupa una parte del nono capitolo della Egils saga Skallagrímssonar e una parte del secondo capitolo della Grettis saga Ásmundarsonar, due delle più celebri tra le Saghe degli Islandesi.

## Datazione
L'872, anno in cui secondo la tradizione si sarebbe svolto questo evento, è in realtà un'invenzione del XIX secolo. L'anno preciso della battaglia è sconosciuto. Questo è dovuto alla mancanza di fonti e al fatto che il calendario cristiano in quel periodo non fosse ancora stato introdotto in Norvegia. Le saghe seguono infatti la convenzione di contare il numero degli inverni passati da un determinato evento.
Attorno al 1830, lo storico Rudolf Keyser contò il numero di anni passati dalla battaglia di Svolder (anno 1000) nella Heimskringla, facendo risalire la battaglia di Hafrsfjord all'872. La cronologia di Keyser fu resa popolare dall'opera dello storico Peter Andreas Munch, a quel momento divenuta indiscusso, e quest'anno fu scelto per la celebrazione del millenario dell'unificazione della Norvegia, festeggiato appunto nel 1872. Negli anni venti, usando metodi simili a quello di Keyser ma altamente critici riguardo all'affidabilità delle saghe, lo storico Halvdan Koht datò la battaglia attorno al 900. Per i successivi 50 anni questa cronologia fu considerata da molti studiosi come la più probabile. Negli anni settanta lo storico islandese Ólafia Einarsdóttir concluse che la battaglia si svolse tra l'870 e l'875. Anche se la datazione è tuttora in discussione, attualmente molti storici la posizionano nella decade dell'880.

## Monumenti
Il monumento nazionale di Haraldshaugen fu eretto ad Haugesund nel 1872 per commemorare il millenario della fondazione del Regno di Norvegia che tradizionalmente viene fatto risalire a questa battaglia.
Nel 1983, il monumento noto come Spade nella Montagna fu realizzato da Fritz Røed ed eretto ad Hafrsfjord, nei pressi dell’attuale città di Stavanger, in memoria della battaglia.